# HyperMemory

Система з урахуванням HyperMemory та без

ATI HyperMemory (HyperMemory або HM) – технологія, розроблена компанією ATI, що дозволяє використовувати ОЗП як частину або весь кадровий буфер відеокарт лінійки Radeon та чипсетами материнських плат. Вона спирається на швидкісний обмін даними по двонаправленій шині PCI Express (x16 вважається прийнятним). HyperMemory, у разі потреби, динамічно використовує необхідний обсяг ресурсів оперативної пам'яті. Це нерегульований користувачем процес (автоматичний). ATI представила свою технологію у вересні 2004 року. (Nvidia, свою конкуруючу TurboCache — у грудні).
Щоб компенсувати повільність оперативної пам'яті в порівнянні з відеопам'яттю, у відеокарту вбудовують один або два чипи пам'яті фреймбуфера, пов'язані 32- або 64-бітною шиною з GPU. Цей невеликий локальний кеш пам'яті використовується для зберігання найвикористовуваніших даних, в той час як інші дані зберігаються в ОЗП комп'ютера, що дещо усуває високі затримки підключення до основної пам'яті. Цей метод прихований від користувача і не може впливати на керування пам'яттю.
Вбудована та оперативна пам'ять не завжди розрізняються користувачами, тому часто рішення з використанням HyperMemory рекламуються як такі, що мають об'єм пам'яті 4 Гб, у той час, як ця цифра насправді посилається на обсяг системної оперативної пам'яті, що потенційно використовується.
HyperMemory технологія була розроблена для скорочення витрат, тому що апаратні збільшення обсягу відеопам'яті ускладнює відеокарту та збільшує її вартість. Однак відеокарти з HyperMemory повільніші, пропонують ширшу шину пам'яті (128/256/512 біт) з вбудованою пам'яттю того ж обсягу, що і виділеної за допомогою HyperMemory.
Відеокарти з HyperMemory зазвичай мають НМ або LE суфікс, докладніше див. Суфікси відеокарт ATI.